# بيل روبنسون (لاعب كرة قدم أسترالية)
بيل روبنسون (بالإنجليزية: Bill Robinson)‏ هو لاعب كرة قدم أسترالية أسترالي، ولد في 22 يناير 1919 في Daylesford, Victoria ‏ في أستراليا، وتوفي في 2 سبتمبر 2007.

## وصلات خارجية
- بيل روبنسون (لاعب كرة قدم أسترالية) على موقع AustralianFootball.com (الإنجليزية)
- بيل روبنسون (لاعب كرة قدم أسترالية) على موقع AFLtables.com (الإنجليزية)